# Rostvingad vråk
Rostvingad vråk (Butastur liventer) är en fågel i familjen hökar som förekommer i Sydostasien. Arten är fåtalig och tros minska i antal, men beståndet anses ändå vara livskraftigt.

## Utseende och läte
Rostvingad vråk är en liten (35–41 cm) och slank vråklik rovfågel med litet huvud och näbb och långa rostfärgade vingar. Den är grå på huvudet och undersidan, med viss streckning på hjässa, nacke och bröst. Resten av ovansidan är rostgrå och ovansidan på stjärten bjärt roströd. I flykten syns ovantill rost- eller kastanjebruna vingpennor, underifrån vita vingtäckare och gråaktiga vingpennor. Ungfågeln är brunare mer färglös, med brungrått huvud och ett vitt ögonbrynsstreck. Den liknar gråkindad vråk som den vintertid delar utbredningsområde med, men denna är brunare ovan och har undertill vit strupe och brunbandad vit buk. Lätet är ett gällt "pit-piu".

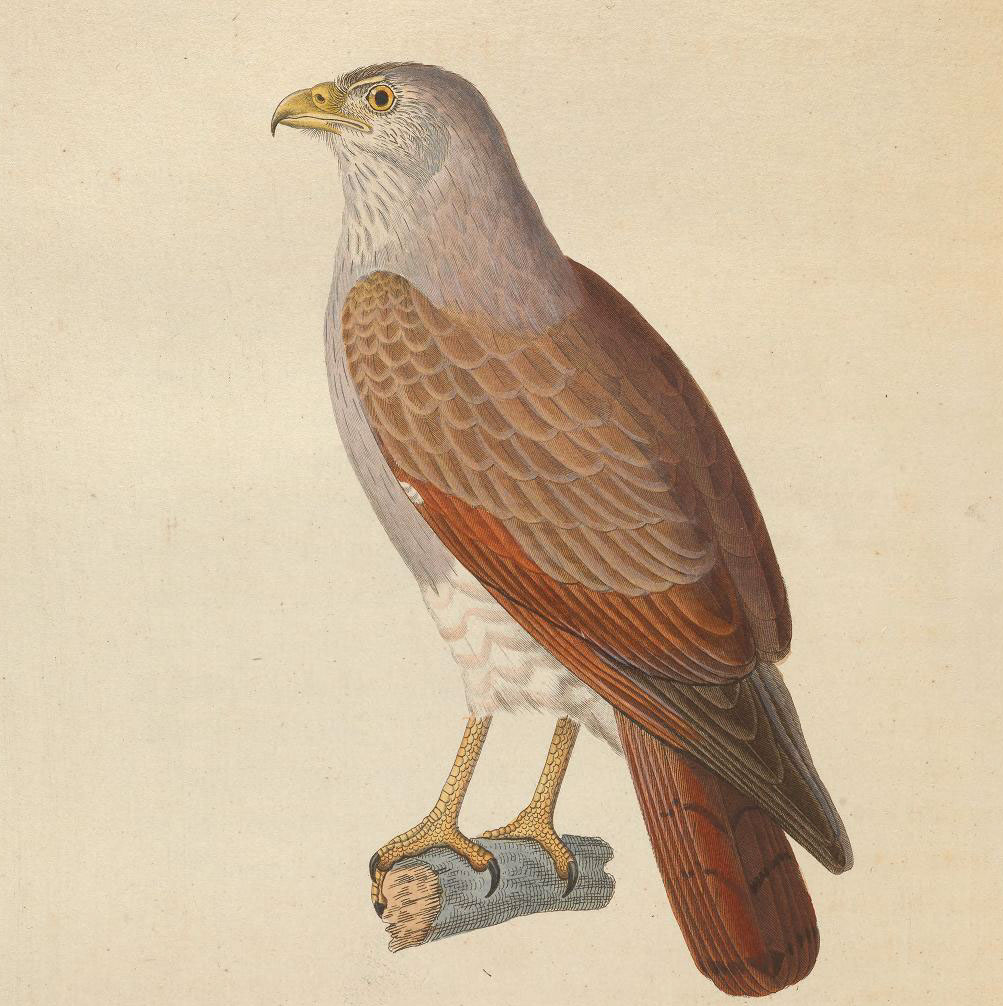

## Utbredning och systematik
Fågeln förekommer i Sydostasien, från Myanmar och södra Kina (sydvästra Yunnan) söderut till Indokina, men även isolerat på öarna Java och Sulawesi i Indonesien. Den behandlas som monotypisk, det vill säga att den inte delas in i några underarter.

## Levnadssätt
Rostvingad vråk hittas i lövskog och buskmark upp till 800 meters höjd, ibland i städer och byar, åtmistone förr. Den livnär sig av små däggdjur, ormar, ödlor, grodor, krabbor och större insekter som den jagar genom utfall från en sittplats. Den häckar i februari–mars/april på Java, på Sulawesi troligen i juni–juli, och bygger ett rätt litet bo av kvistar som placeras i trädkronan på ett stort, fristående träd.

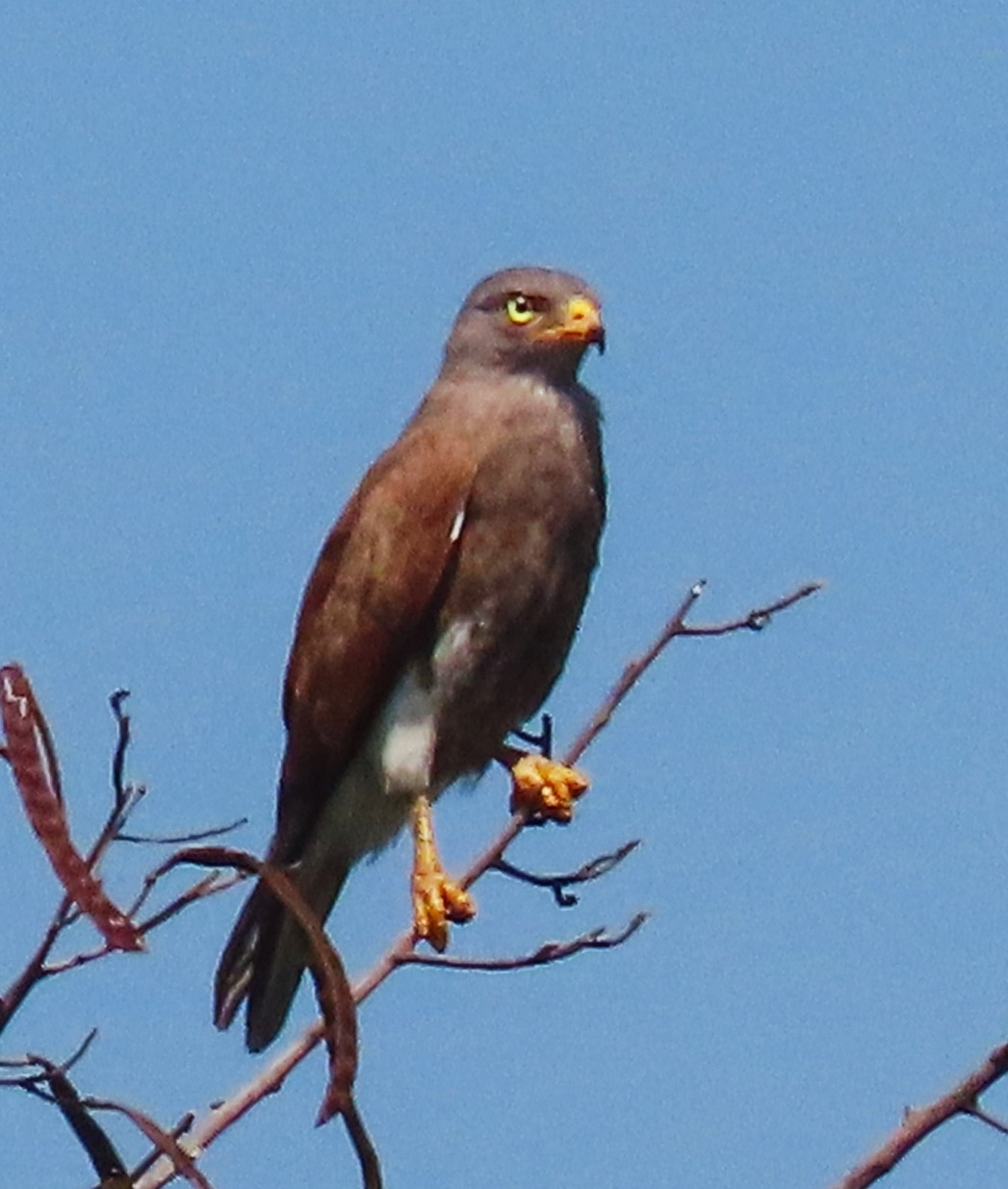

## Status och hot
Arten har ett stort utbredningsområde men en liten världspopulation uppskattad till endast mellan 1 000 och 10 000 individer. Den tros också minska i antal, dock inte tillräckligt kraftigt för att den ska betraktas som hotad. Internationella naturvårdsunionen IUCN kategoriserar därför arten som livskraftig (LC).

## Namn
Rostvingade vråkens vetenskapliga artnamn liventer betyder "blåaktig" eller "blyfärgad".